# 9. poprawka do Konstytucji Stanów Zjednoczonych

Rękopis Karty Praw Stanów Zjednoczonych Ameryki

9. poprawka do Konstytucji Stanów Zjednoczonych – uchwalona w ramach Karty Praw Stanów Zjednoczonych Ameryki (pierwsze dziesięć poprawek do Konstytucji Stanów Zjednoczonych), weszła w życie 15 grudnia 1791 roku.

## Treść
Treść oryginalna:

Amendment IX

The enumeration in the Constitution of certain rights shall not be construed to deny or disparage others retained by the people.

co można przetłumaczyć jako:

Poprawka IX

Wymienienie w konstytucji określonych praw nie oznacza zniesienia lub ograniczenia innych praw, przysługujących ludowi.